# 羅夫巴
51°20′51″N 29°21′11″E / 51.34750°N 29.35306°E
羅夫巴（烏克蘭語：Ровба），是烏克蘭北部的村落，隸屬日托米爾州的科羅斯滕區。該村處於羅夫巴河畔，面積0.08平方公里，海拔高度140米，2001年人口4。